# Vespa tropica
Espèce
Vespa tropica  est une espèce de frelons de la famille des Vespidae.

## Description
Les couleurs de la tête et du thorax sont variables (noir ou rouge) selon les sous-espèces. En revanche, l’abdomen noir possède une large bande jaune caractéristique sur le second segment. Un ouvrier mesure entre 24 et 26 mm, une reine 30 mm.

## Répartition
Ce frelon est largement présent dans le sud de l’Asie : de l’Afghanistan à la Nouvelle-Guinée.

## Comportement

Nid de Vespa tropica (Parc national de Bako, Malaisie)

Ce frelon s’attaque aux nids des polistes pour récupérer leurs larves qui nourriront leurs propres larves. Le nid de Vespa tropica peut être souterrain ou aérien (dans les arbres).